# Семейкино (Луганская область)
Семейкино (укр. Сімейкине) — посёлок в Краснодонском районе Луганской области. Находится под контролем Луганской Народной Республики.
Административный центр Семейкинского поссовета, в который входят также сёла Глубокое, Красный Яр и Радянское.

## Географическое положение
Соседние населённые пункты: посёлки Краснодон, Широкое, Светличное на юго-востоке, Новосемейкино, село Радянское и город Молодогвардейск на востоке, сёла Самсоновка, Придорожное на северо-востоке, Андреевка, Красное на северо-западе, Первозвановка и Глубокое на западе, Красный Яр на юго-западе, посёлок Верхняя Краснянка на юге.

## История
Населённый пункт возник в 1910—1914 гг. Статус посёлка городского типа получен в 1938 году.
Во время Великой Отечественной войны в посёлке действовала подпольная группа, входившая в состав подпольной антифашистской организации "Молодая гвардия" (в числе участников которой были жители села Н. И. Миронов, П. Ф. Палагута, В. И. Ткачёв и др.). В начале 1943 года Семейкино было освобождено в результате наступления войск 14-го стрелкового корпуса 3-й гвардейской армии Юго-Западного фронта в ходе Ворошиловградской наступательной операции.
По состоянию на начало 1955 года, в поселке действовали семилетняя школа, клуб и библиотека, основой экономики являлась добыча каменного угля. Позднее здесь были созданы предприятия по обслуживанию железнодорожного транспорта.
В 1967 году численность населения составляла 4200 человек.
В 1974 году в посёлке был установлен памятник сельчанам, погибшим в Великой Отечественной войне.
По состоянию на начало 1983 года численность населения составляла 2,6 тыс. человек, в поселке действовали предприятия по обслуживанию железнодорожного транспорта, племенной птицесовхоз-репродуктор, две медамбулатории, дом быта, средняя школа, клуб и три библиотеки.
В январе 1989 года численность населения составляла 2681 человек.
В июле 1995 года Кабинет министров Украины утвердил решение о приватизации находившегося здесь птицесовхоза.
По состоянию на 1 января 2013 года численность населения составляла 2329 человек, к началу 2012 года — 2303 человека, на 1 января 2013 года — 2278 человек.
С весны 2014 года — в составе Луганской Народной Республики.

## Экономика
ОАО «Семейкинское» — племптицезавод, занимающийся разведением сельскохозяйственной птицы, производством мяса, производством мяса сельскохозяйственной птицы и кроликов. В настоящее время не действует.
Предприятия по обслуживанию железнодорожного транспорта

## Транспорт
Железнодорожная станция Семейкино на линии Родаково — Лихая.

## Памятные места
Братская могила советских воинов.

## Местный совет
94473, Луганская обл., Краснодонский р-н, пгт. Семейкино, ул. Почтовая, 1